# 한국기원선수권전
한국기원선수권전은 한국기원이 주최한다. 최고기사결정전과 동일한 후원사이며, 총기전 규모도 2억5000만원으로 같다. 한국기원 소속 프로기사 전원에게 문호를 개방하는 종합기전이다.

## 대회 방식
- 선 랭킹 1~50위를 제외한 1차예선에서 56명을 토너먼트로 선발한다. 이어 1차예선 통과자와 랭킹 11~50위, 이들 96명이 토너먼트를 벌여 12명이 최종예선에 진출한다.
- 최종예선에서는 2차예선 통과자와 랭킹 3~10위가 모여 더블 일리미네이션으로 10명을 가려낸다. 그 후 최종예선을 통과한 10명과 랭킹 1~2위가 12명으로 구성되는 본선을 확정한다.
- 본선은 리그제. 6명씩 두 개조의 양대 리그로 조별 순위 경쟁을 벌인다(랭킹 1위와 2위는 각조의 1번으로 추첨). 이어 마지막 단계는 각조의 1위는 결승5번기로 우승자를 가리고, 각조의 동순위끼리 순위결정전(단판)을 벌인다.

## 대국 규정
- 제한시간은 1시간 30분(초읽기 40초 3회)

## 대회 상금
- 우승 5000만원, 준우승 2000만원. 이 밖에 본선 3위(1000만원)~12위(400만원)에게도 상금이 차등 지급된다. 1차예선 결승부터 최종예선까지는 대국료도 책정되어 있다.

## 역대 우승자
| 회수 | 연도      | 우승        | 전적 | 준우승      |
| ---- | --------- | ----------- | ---- | ----------- |
| 1    | 2021-2022 | 박정환 九단 | 3:0  | 이동훈 九단 |
| 2    | 2023-2024 | 박정환 九단 | 3:2  | 설현준 九단 |